# Rachael Taylor
Rachael May Taylor (Launceston, 1984. július 11. –) ausztrál színésznő és modell. 
Legismertebb alakítása Trish Walker / Pokolcica a Jessica Jones című sorozatban. A Park sugárút 666 című sorozat is szerepelt.

## Fiatalkora
1984. július 11-én született Launcestonban, Christine és Nigel Taylor lányaként. A Riverside High Schoolba és a Trevallyn Primary Schoolba járt. Már gyerekkora óta színésznő akart lenni, számos iskolai darabban szerepelt. Gyermekkorát a modellkedés és a szépségversenyek is kitöltötték, mielőtt belevágott volna a színészetbe. 2000-ben érettségizett a Riverside High Schoolban.

## Pályafutása
A Skye-Jilly Internationalnál modellkedett és sikeresen szerepelt a Miss Teen Tasmania 1998-as állami döntőjében. 2005-ben a Dinasztia: A színfalak mögött című filmben szerepelt. 2007-ben a Transformers című filmben tűnt fel. 2008-ban az Árnykép című filmben szerepelt, mint Jane. 2010-ben a Summer Coda című filmben szerepelt. 2011-ben A Grace klinika mellékszereplője volt. 2012-ben a Van kérdés Benhez? című filmben tűnt fel. 2014-ben a Krízis című sorozat főszereplője volt.  2015 és 2019 között a Jessica Jones című sorozatban alakította Trish Walkert.

## Filmográfia

### Filmek
| Év   | Magyar cím             | Eredeti cím            | Szerep                  | Magyar hang       |
| ---- | ---------------------- | ---------------------- | ----------------------- | ----------------- |
| 2005 | Valami van odalent     | Man-Thing              | Teri Elizabeth Richards | Csampisz Ildikó   |
| 2006 | Menekülj!              | See No Evil            | Zoe Warner              | Csondor Kata      |
| 2007 | Transformers           | Transformers           | Maggie Madsen           | Németh Borbála    |
| 2008 | Árnykép                | Shutter                | Jane                    | Horváth Lili      |
| 2008 | Borban az igazság      | Bottle Shock           | Sam Fulton              | Balsai Móni       |
| 2008 | Szex telefonhívásra    | Deception              | Nő                      |                   |
| 2009 |                        | Cedar Boys             | Amie                    |                   |
| 2009 |                        | Splinterheads          | Galaxy                  |                   |
| 2009 |                        | Ghost Machine          | Jess                    |                   |
| 2010 |                        | Providence Park        | biciklista              |                   |
| 2010 |                        | Summer Coda            | Heidi                   |                   |
| 2011 | Vörös kutya            | Red Dog                | Nancy Grey              | Nádorfi Krisztina |
| 2011 | A legsötétebb óra      | The Darkest Hour       | Anne                    | Szávai Viktória   |
| 2012 | Van kérdés Benhez?     | Any Questions for Ben? | Alex                    |                   |
| 2014 | Kéjlak                 | The Loft               | Anne Morris             | Solecki Janka     |
| 2016 |                        | ARQ                    | Hannah                  |                   |
| 2016 | Arany                  | Gold                   | Rachel Hill             | Ullmann Mónika    |
| 2016 |                        | Wig Shop               | Lili                    |                   |
| 2018 |                        | White Orchid           | Jessica                 |                   |
| 2018 | Hölgyek feketében      | Ladies in Black        | Fay                     |                   |
| 2019 | Steve McQueen nyomában | Finding Steve McQueen  | Molly Murphy            |                   |

### Televíziós szerepek
| Év        | Magyar cím                    | Eredeti cím                              | Szerep                              | Megjegyzések                                                                         |
| --------- | ----------------------------- | ---------------------------------------- | ----------------------------------- | ------------------------------------------------------------------------------------ |
| 2004      | Natalie Wood rejtélyes élete  | The Mystery of Natalie Wood              | Maryann Marinkovich                 | tévéfilm                                                                             |
| 2005      | Dinasztia: A színfalak mögött | Dynasty: The Making of a Guilty Pleasure | Catherine Oxenberg                  | tévéfilm                                                                             |
| 2005      | Herkules                      | Hercules                                 | nemeai oroszlán / Szphinx           | minisorozat                                                                          |
| 2005      | McLeod lányai                 | McLeod's Daughters                       | Natalie Louise Brown                | 1 epizód                                                                             |
| 2005–2006 |                               | headLand                                 | Sasha Forbes                        | főszereplő                                                                           |
| 2011      | A Grace klinika               | Grey's Anatomy                           | Dr. Lucy Fields                     | mellékszereplő magyar hangja Major Melinda                                           |
| 2011      | Charlie angyalai              | Charlie's Angels                         | Abigail "Abby" Simpson              | főszereplő magyar hangja Németh Borbála                                              |
| 2012–2013 | Park sugárút 666              | 666 Park Avenue                          | Jane Van Veen                       | főszereplő magyar hangja Németh Borbála                                              |
| 2014      | Krízis                        | Crisis                                   | Susie Dunn                          | főszereplő magyar hangja Sipos Eszter Anna                                           |
| 2015–2019 | Jessica Jones                 | Jessica Jones                            | Patricia "Trish" Walker / Pokolcica | főszereplő magyar hangja Csondor Kata (1. szinkron) Martinovics Dorina (2. szinkron) |
| 2016      | Luke Cage                     | Luke Cage                                | Patricia "Trish" Walker / Pokolcica | 1 epizód                                                                             |
| 2017      | A Védelmezők                  | The Defenders                            | Patricia "Trish" Walker / Pokolcica | főszereplő minisorozat (4 epizód)                                                    |
| 2017      |                               | House of Bond                            | Diana Bliss                         | főszereplő                                                                           |